# شوراب (صالح‌آباد)
شوراب، روستایی از توابع بخش صالح‌آباد شهرستان تربت جام در استان خراسان رضوی است.

## جمعیت
روستای شوراب در دهستان باغ کشمیر قرار دارد و براساس سرشماری مرکز آمار ایران در سال ۱۳۸۵، جمعیت آن ۷۰ نفر (۱۵ خانوار) بوده‌است. جمعیت این روستا در سال ۱۳۹۰ به ۶۷ نفر کاهش یافته است.